# رايموند باسيلو
رايموند باسيلو (12 يناير 1905 – 1987) لاعب كرة قدم سويسري راحل كان يجيد اللعب في خط الهجوم.
لعب طوال مسيرته الرياضية في نادي سيرفيت (1924-1936).
مثل منتخب سويسرا في 17 مباراة مسجلا 3 أهداف (1925-1934). شارك مع منتخب سويسرا في بطولة كأس العالم 1934 في إيطاليا حيث خرج من الدور الربع النهائي.

## وصلات خارجية
- رايموند باسيلو على موقع قاعدة بيانات كرة القدم.إي يو (الإنجليزية)
- رايموند باسيلو على موقع ناشيونال فوتبول تيمز (الإنجليزية)
- رايموند باسيلو على موقع Soccerway.com (الإنجليزية)
- رايموند باسيلو على موقع عالم كرة القدم.نت (الإنجليزية)
- رايموند باسيلو على موقع أوليمبيديا (الإنجليزية)

- هذا سيرة ذاتية